# اردوگاه العین
اردوگاه العین (عین بیت الماء) که اردوگاه شماره ۱ نامیده می‌شود؛ اولین اردوگاه پناهندگان فلسطینی در کرانه باختری و نوار غزه است. این اردوگاه در سال ۱۹۴۸ در زمین متعلق به شهر نابلس تأسیس شد و در شمال غربی شهر واقع شده‌است.
علت اینکه اسم این اردوگاه عین بیت الماء است، به دلیل بودن یک چشمه آب در غرب اردوگاه که در حال حاضر وابسته به شهرداری نابلس است و علاوه بر اردوگاه، پنج مجتمع مسکونی در نزدیکی اردوگاه آب آشامیدنی آن فراهم می‌کند نام این اردوگاه را عین بیت الماء گذاشته‌اند.

## محدوده و جمعیت
اردوگاه «عین الماء» در سال ۱۹۴۸ تأسیس شد، اکثر ساکنان این اردوگاه از مناطق «عکا و حیفا و یافا و الد» می‌باشد. این اردوگاه، حدود ۴۵ هزار متر مربع است، سازمان ملل متحد برای پناهندگان ساخته که دارای گورستان، مسجد، کلینیک بهداشت و اداره امداد می‌باشد.
اردوگاه «عین الماء» به عنوان یکی از مهمترین اردوگاه‌های شهر در نظر گرفته شده‌است تا گروهی از جوانان تحصیلکرده را با سطح بالایی از آگاهی در زمینه‌های آموزش و پرورش (مهندسان، پزشکان، وکلا، معلمان و غیره) تشکیل دهد.